# Anthelupt
Anthelupt és un municipi francès situat al departament de Meurthe i Mosel·la i a la regió del Gran Est. L'any 2007 tenia 442 habitants.

## Demografia

### Població
El 2007 la població de fet d'Anthelupt era de 442 persones. Hi havia 172 famílies, de les quals 28 eren unipersonals (16 homes vivint sols i 12 dones vivint soles), 68 parelles sense fills, 68 parelles amb fills i 8 famílies monoparentals amb fills.
La població ha evolucionat segons el següent gràfic:
Habitants censats

### Habitatges
El 2007 hi havia 187 habitatges, 173 eren l'habitatge principal de la família, 5 eren segones residències i 9 estaven desocupats. 171 eren cases i 16 eren apartaments. Dels 173 habitatges principals, 128 estaven ocupats pels seus propietaris, 40 estaven llogats i ocupats pels llogaters i 4 estaven cedits a títol gratuït; 2 tenien dues cambres, 13 en tenien tres, 44 en tenien quatre i 113 en tenien cinc o més. 145 habitatges disposaven pel capbaix d'una plaça de pàrquing. A 71 habitatges hi havia un automòbil i a 91 n'hi havia dos o més.

### Piràmide de població
La piràmide de població per edats i sexe el 2009 era:
| Homes | Edats   | Dones |
| ----- | ------- | ----- |
| 0     | 95 o +  | 0     |
| 0     | 90 a 94 | 0     |
| 4     | 85 a 89 | 4     |
| 8     | 80 a 84 | 0     |
| 0     | 75 a 79 | 16    |
| 8     | 70 a 74 | 4     |
| 12    | 65 a 69 | 12    |
| 8     | 60 a 64 | 12    |
| 12    | 55 a 59 | 4     |
| 36    | 50 a 54 | 28    |
| 8     | 45 a 49 | 24    |
| 20    | 40 a 44 | 28    |
| 12    | 35 a 39 | 8     |
| 16    | 30 a 34 | 12    |
| 8     | 25 a 29 | 8     |
| 8     | 20 a 24 | 20    |
| 24    | 15 a 19 | 20    |
| 20    | 10 a 14 | 16    |
| 12    | 5 a 9   | 8     |
| 8     | 0 a 4   | 12    |

## Economia
El 2007 la població en edat de treballar era de 297 persones, 210 eren actives i 87 eren inactives. De les 210 persones actives 192 estaven ocupades (105 homes i 87 dones) i 18 estaven aturades (7 homes i 11 dones). De les 87 persones inactives 32 estaven jubilades, 31 estaven estudiant i 24 estaven classificades com a «altres inactius».

### Ingressos
El 2009 a Anthelupt hi havia 176 unitats fiscals que integraven 467,5 persones, la mediana anual d'ingressos fiscals per persona era de 18.140 €.

### Activitats econòmiques
Dels 11 establiments que hi havia el 2007, 4 eren d'empreses de construcció, 4 d'empreses de comerç i reparació d'automòbils, 1 d'una empresa de transport, 1 d'una empresa d'hostatgeria i restauració i 1 d'una empresa financera.
Dels 3 establiments de servei als particulars que hi havia el 2009, 1 era un paleta, 1 guixaire pintor i 1 restaurant.
L'any 2000 a Anthelupt hi havia 11 explotacions agrícoles que ocupaven un total de 516 hectàrees.

## Equipaments sanitaris i escolars
El 2009 hi havia una escola maternal integrada dins d'un grup escolar amb les comunes properes formant una escola dispersa. Anthelupt disposava d'un liceu tecnològic amb 141 alumnes.

## Poblacions més properes
El següent diagrama mostra les poblacions més properes.